# ورزشگاه فیلیپس
ورزشگاه فیلیپس (انگلیسی: Philips Stadion) یک ورزشگاه فوتبال در شهر آیندهوون، هلند است.
این ورزشگاه که در سال ۱۹۱۰ تأسیس شده دارای ۳۵٬۰۰۰ نفر ظرفیت است و ورزشگاه خانگی باشگاه فوتبال پی‌اس‌وی آیندهوون محسوب می‌شود.

## نگارخانه

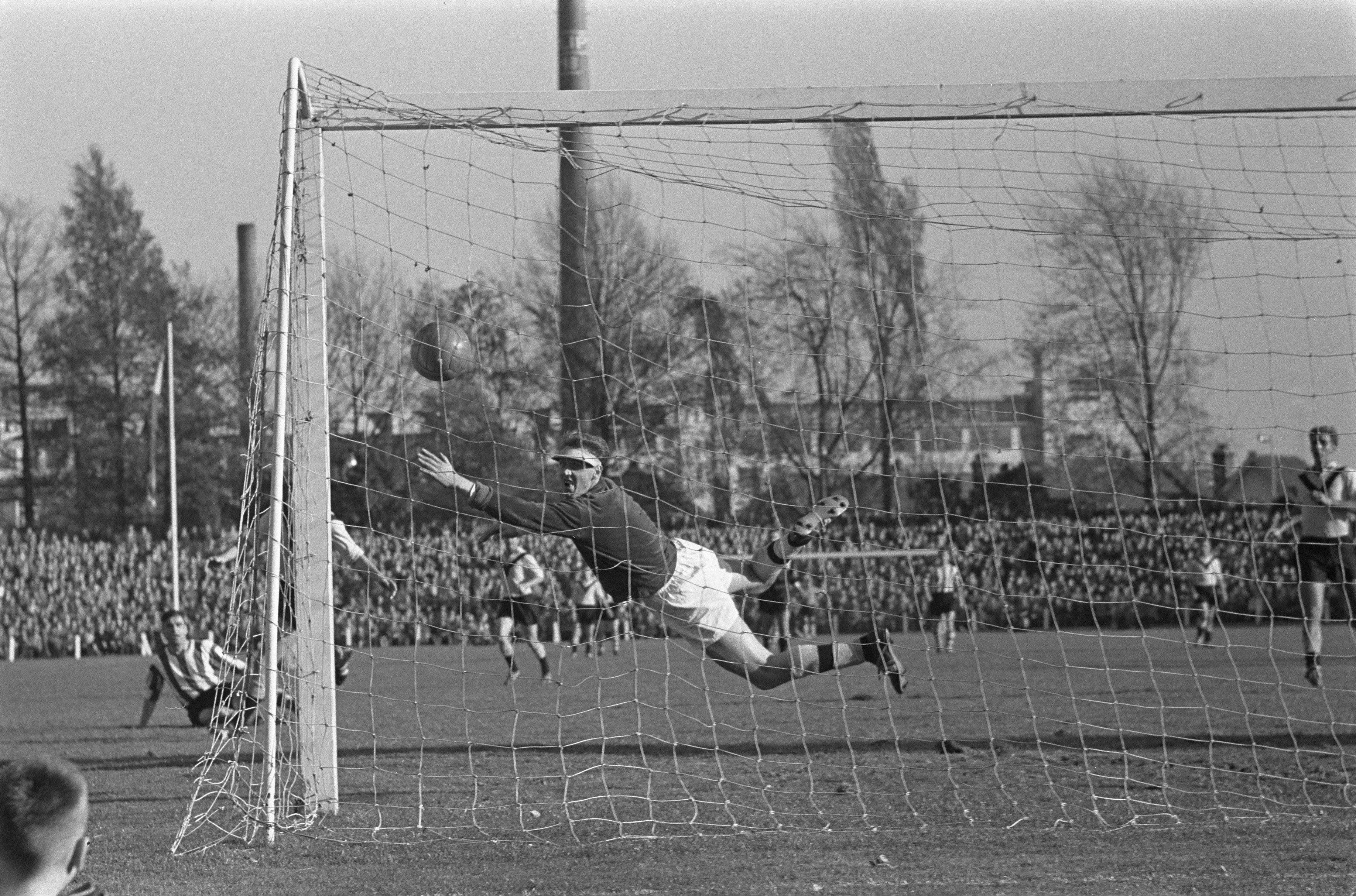
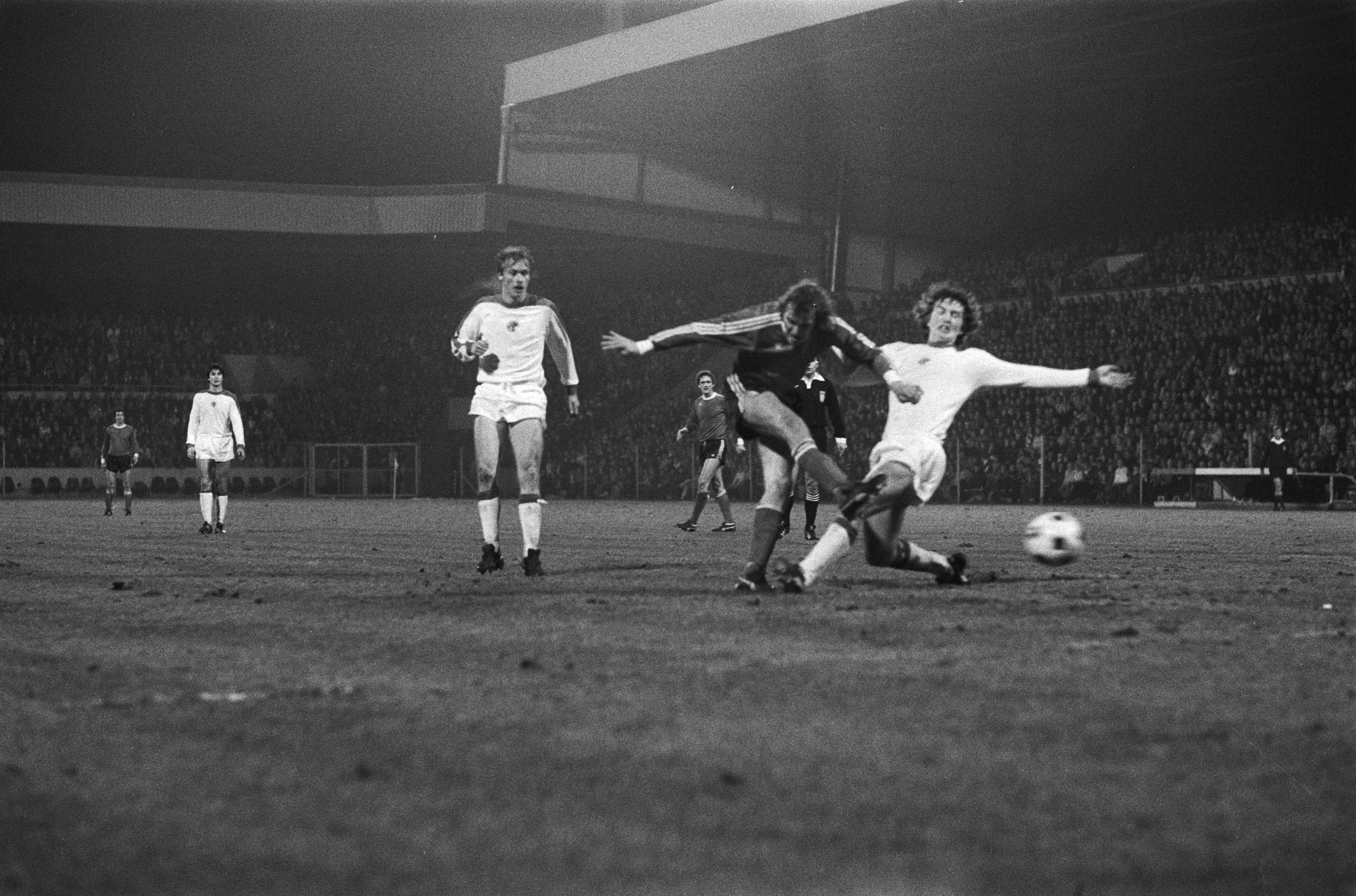
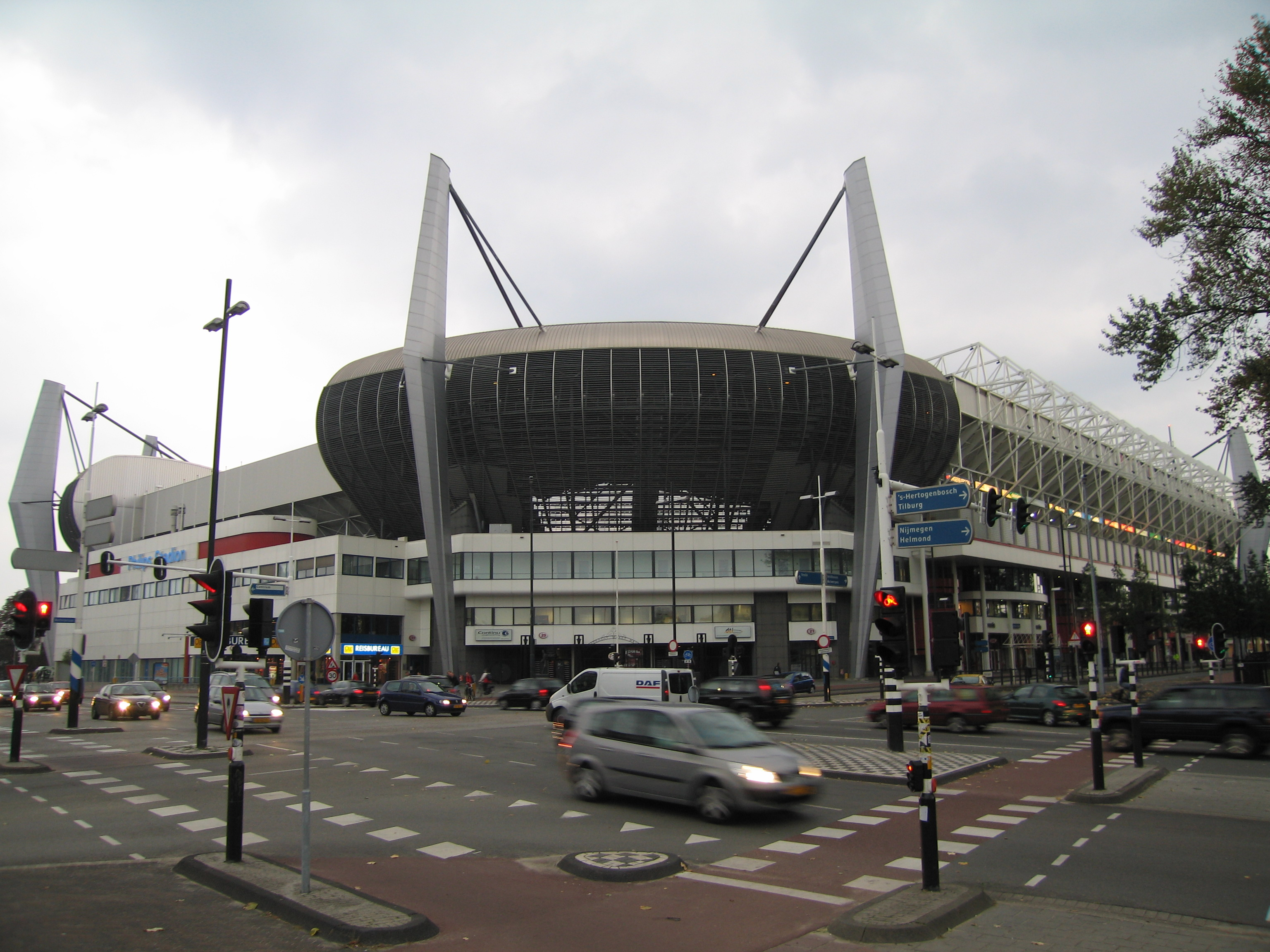
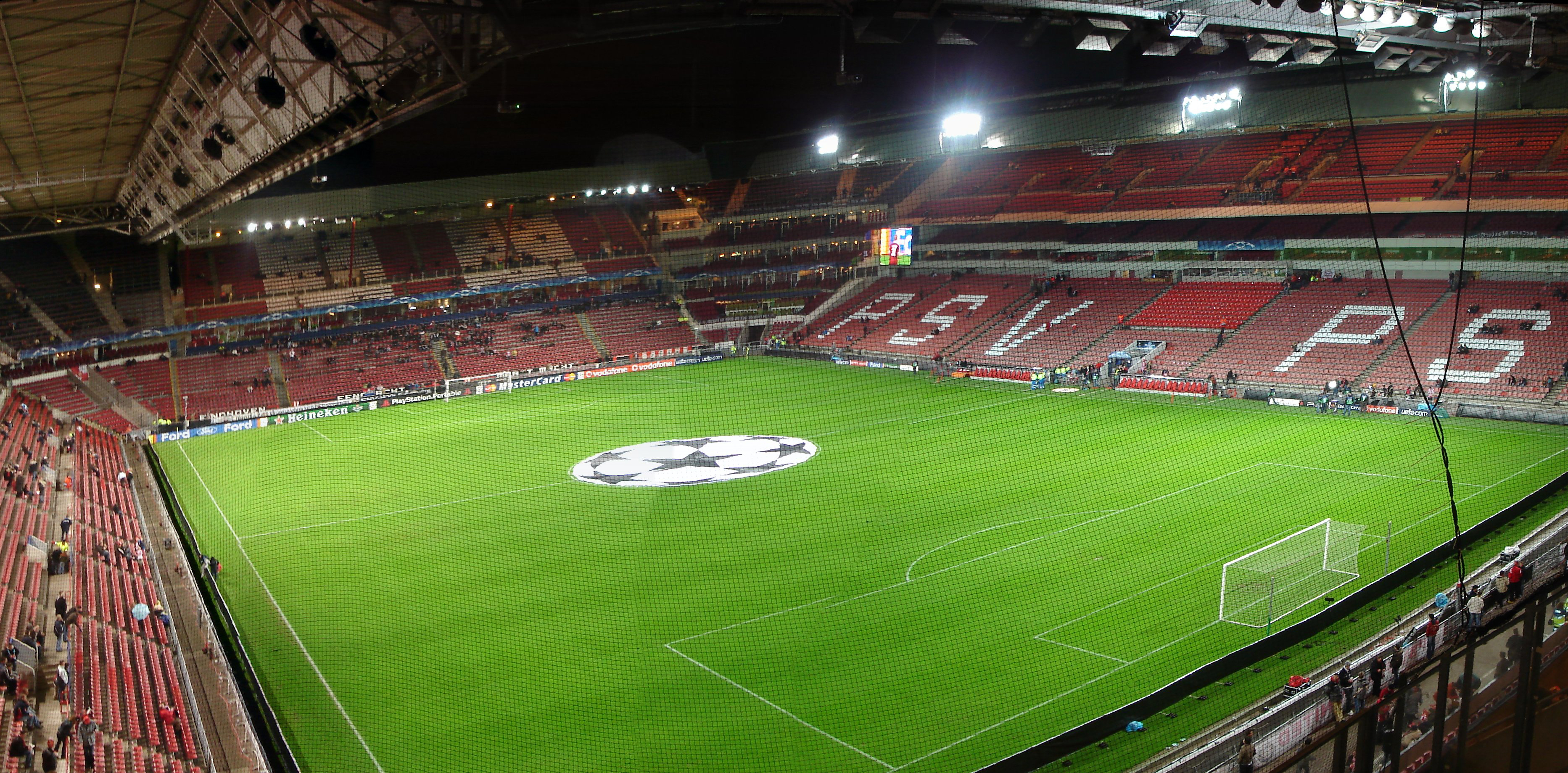